# Krásna Ves
Krásna Ves je obec na Slovensku v okrese Bánovce nad Bebravou. Leží v nadmořské výšce 260 metrů. Žije v ní 496 obyvatel. První písemná zmínka o vesnici je z roku 1208. V obci stojí římskokatolická kaple Božského srdce Ježíšova. V katastrálním území obce se nachází přírodní rezervace Žrebíky.